# Besov-Raum
Ein Besov-Raum (nach Oleg Wladimirowitsch Bessow) {\displaystyle B_{p,q}^{s}(\mathbb {R} ^{n})} ist ein Funktionenraum.  Er dient wie der ähnlich definierte Lizorkin-Triebel-Raum zur Definition verallgemeinerter Funktionenräume, indem er (in gewisser Weise) Glattheitseigenschaften der Funktionen misst. Anschaulich wird das Spektrogramm in exponentiell größer werdende Abschnitte unterteilt, deren Größe wiederum anhand deren Spektrogramme bestimmt wird.

## Vorbereitung
Es sei {\displaystyle n\in \mathbb {N} }, so existiert eine Zerlegung der Eins {\displaystyle (\varphi _{i})_{i\in \mathbb {N} }\subset C_{0}^{\infty }(\mathbb {R} ^{n})} über {\displaystyle \mathbb {R} ^{n}} mit den Eigenschaften
- {\displaystyle \operatorname {supp} (\varphi _{0})\subset B_{2}(0)},
- {\displaystyle \operatorname {supp} (\varphi _{j})\subset \{\xi \in \mathbb {R} ^{n}:2^{j-1}\leq \left|\xi \right|\leq 2^{j+1}\}} für alle {\displaystyle j\geq 1},
- {\displaystyle \varphi _{j}(\xi )=\varphi _{1}\left({\frac {\xi }{2^{j-1}}}\right)}.

Sei {\displaystyle {\mathcal {S}}(\mathbb {R} ^{n})} der Schwartz-Raum. Für {\displaystyle f\in {\mathcal {S}}(\mathbb {R} ^{n})} definieren wir
{\displaystyle \varphi _{j}(D_{x})f:={\mathcal {F}}^{-1}\left[\varphi _{j}(\xi ){\mathcal {F}}\left[f\right]\right]} für alle {\displaystyle j\geq 0},
wobei {\displaystyle {\mathcal {F}}} und {\displaystyle {\mathcal {F}}^{-1}} die Fourier-Transformation beziehungsweise deren Inverse bezeichne. Für Funktionen {\displaystyle f\in {\mathcal {S}}'(\mathbb {R} ^{n})} aus dem Dualraum definieren wir
{\displaystyle \left\langle \varphi _{j}(D_{x})f,\psi \right\rangle _{{\mathcal {S}}'(\mathbb {R} ^{n}),{\mathcal {S}}(\mathbb {R} ^{n})}:=\left\langle f,\varphi _{j}(D_{x})\psi \right\rangle _{{\mathcal {S}}'(\mathbb {R} ^{n}),{\mathcal {S}}(\mathbb {R} ^{n})}} für alle {\displaystyle j\geq 0} und für alle {\displaystyle \psi \in {\mathcal {S}}(\mathbb {R} ^{n})}.
Nach dem Satz von Paley-Wiener ist {\displaystyle \varphi _{j}(D_{x})f} eine {\displaystyle C^{\infty }(\mathbb {R} ^{n})}-Funktion, da ihre Fourier-Transformation einen kompakten Träger hat.

## Definition
Sei {\displaystyle n\in \mathbb {N} }, {\displaystyle s\in \mathbb {R} } und {\displaystyle 1\leq p,q\leq \infty }. Dann definieren wir
{\displaystyle B_{pq}^{s}(\mathbb {R} ^{n}):=\left\{f\in {\mathcal {S}}'(\mathbb {R} ^{n}):\left\Vert f\right\Vert _{B_{pq}^{s}(\mathbb {R} ^{n})}<\infty \right\}},
wobei {\displaystyle {\mathcal {S}}'(\mathbb {R} ^{n})} den Dualraum der Schwartz-Funktionen bezeichne und
{\displaystyle {\begin{aligned}\left\Vert f\right\Vert _{B_{pq}^{s}(\mathbb {R} ^{n})}:&=\left\Vert \{2^{js}\left\Vert \varphi _{j}(D_{x})f\right\Vert _{L^{p}(\mathbb {R} ^{n})}\}_{j=1}^{\infty }\right\Vert _{l^{q}(\mathbb {N} )}\\&={\begin{cases}\left(\sum \limits _{j=1}^{\infty }\left(2^{js}\left\Vert \varphi _{j}(D_{x})f\right\Vert _{L^{p}(\mathbb {R} ^{n})}\right)^{q}\right)^{1/q}&{\text{falls }}q<\infty \\\sup \limits _{j\in \mathbb {N} }2^{js}\left\Vert \varphi _{j}(D_{x})f\right\Vert _{L^{p}(\mathbb {R} ^{n})}&{\text{falls }}q=\infty .\end{cases}}\end{aligned}}}

## Eigenschaften
Besov-Räume sind (im Allgemeinen nicht separable) Banachräume. Sei {\displaystyle s\in \mathbb {R} }, dann gilt
{\displaystyle B_{2,2}^{s}(\mathbb {R} ^{n})=H_{2}^{s}(\mathbb {R} ^{n})}.
Damit sind die oben definierten Besov-Räume in der Tat eine Verallgemeinerung der klassischen Lebesgue-Räume und Sobolev-Räume. Ferner gilt für {\displaystyle 0<s<1}
{\displaystyle B_{\infty ,\infty }^{s}(\mathbb {R} ^{n})=C^{s}(\mathbb {R} ^{n})}.
Für {\displaystyle r,s\in \mathbb {R} } mit gilt die Äquivalenz
1. Es gilt die Young'sche Bedingung {\displaystyle r+s>0}
2. Die Multiplikationsabbildung {\displaystyle {\mathcal {S}}(\mathbb {R} ^{n})\times {\mathcal {S}}(\mathbb {R} ^{n})\longrightarrow {\mathcal {S}}(\mathbb {R} ^{n}),(\phi ,\psi )\longmapsto \phi \psi } lässt sich eindeutig zu einer stetigen bilinearen Abbildung {\displaystyle C^{r}(\mathbb {R} ^{n})\times C^{s}(\mathbb {R} ^{n})\longrightarrow C^{r\wedge s}(\mathbb {R} ^{n})} fortsetzen.

## Einbettungen
Sei {\displaystyle s\in \mathbb {R} }, {\displaystyle 1\leq p,q_{0},q_{1}\leq \infty } und {\displaystyle \varepsilon >0}. Dann gilt
- {\displaystyle B_{p,q_{0}}^{s}(\mathbb {R} ^{n})\hookrightarrow B_{p,q_{1}}^{s}(\mathbb {R} ^{n})} für {\displaystyle q_{0}\leq q_{1}},
- {\displaystyle B_{p,\infty }^{s+\varepsilon }(\mathbb {R} ^{n})\hookrightarrow B_{p,1}^{s}(\mathbb {R} ^{n})}.

Für {\displaystyle s\in \mathbb {R} }, {\displaystyle 1<p,q<\infty } gilt
- {\displaystyle B_{p,p}^{s}(\mathbb {R} ^{n})\hookrightarrow H_{p}^{s}(\mathbb {R} ^{n})\hookrightarrow B_{p,2}^{s}(\mathbb {R} ^{n})} für {\displaystyle 1<p\leq 2},
- {\displaystyle B_{p,2}^{s}(\mathbb {R} ^{n})\hookrightarrow H_{p}^{s}(\mathbb {R} ^{n})\hookrightarrow B_{p,p}^{s}(\mathbb {R} ^{n})} für {\displaystyle 2\leq p<\infty }.